# Municipio de City
El municipio de City (en inglés: City Township) es un municipio ubicado en el condado de Barton en el estado estadounidense de Misuri. En el año 2010 tenía una población de 4532 habitantes y una densidad poblacional de 322,25 personas por km².

## Geografía
El municipio de City se encuentra ubicado en las coordenadas 37°29′38″N 94°16′42″O / 37.49389, -94.27833. Según la Oficina del Censo de los Estados Unidos, el municipio tiene una superficie total de 14.06 km², de la cual 13.25 km² corresponden a tierra firme y (5.78%) 0.81 km² es agua.

## Demografía
Según el censo de 2010, había 4532 personas residiendo en el municipio de City. La densidad de población era de 322,25 hab./km². De los 4532 habitantes, el municipio de City estaba compuesto por el 94.48% blancos, el 0.68% eran afroamericanos, el 0.62% eran amerindios, el 0.33% eran asiáticos, el 0.02% eran isleños del Pacífico, el 0.68% eran de otras razas y el 3.18% pertenecían a dos o más razas. Del total de la población el 1.88% eran hispanos o latinos de cualquier raza.